# 何武
何 武（か ぶ、生年不詳 - 3年）は、前漢の政治家。字は君公。蜀郡郫県の人。

## 略歴
宣帝の時代、14歳の時に漢の徳を称揚するための詩を宣帝の前で歌った。のち、博士の下で易経を学び、郎となり、翟方進と友人となった。光禄勲の推挙で鄠県県令となったが、違法行為があって罷免された。
太僕王音が何武を賢良方正に推挙し、諌大夫となり、揚州刺史となった。弾劾すべき太守がいた場合、先にそのことを発表し、罪に服した者は罷免するにとどめたが、服さない者は弾劾して死罪にまで至らしめた。罪があった太守は弾劾したが、それ以外は太守の能力に関係なく敬ったことから、各地では太守を重んじるようになり、州内が清らかになった。また、州内を視察する際にはまず学生に会い、そこで政治上の問題点を質問してから宿舎に入り、田畑の面積や作物の出来を質問し、それから太守に会うようにした。
儒学者の九江太守戴聖は彼を軽んじたが何武は戴聖の罪を探し当てたので戴聖は自分から免官した。のちに戴聖は朝廷で博士となり、何武を中傷したが何武は戴聖の罪のことを言わなかった。さらに、戴聖の子が罪を得た際、何武が公平な裁きを行い子を殺さなかったので、戴聖は感服した。
刺史を5年勤めたあと、丞相司直となり、丞相薛宣に大変重んじられた。その後清河太守となったが、郡中に災害が多発したことから罷免された。しばらくして大司馬驃騎将軍王根により推薦されて諌大夫となり、兗州刺史に移り、司隷校尉に昇進し、京兆尹になった。その後楚内史に左遷され、沛郡太守に移り、廷尉になった。
綏和元年（紀元前8年）、御史大夫孔光の左遷に伴い何武が御史大夫となった。何武は九卿の時に三公を置くよう進言していたが、このとき成帝は三公の官を置き直そうと考え、何武を御史大夫から大司空に改め、氾郷侯に封じた。
何武は丞相翟方進と共に、諸侯王国の内史を中尉に統合することや、刺史を廃止して州牧を置くことを進言し、裁可された。ただし、州牧や三公についてはまた元に戻されている。
宰相としてはわずらわしいとされ、また継母に対して孝行ではないと言われたため、哀帝の代になると大司空を罷免された。しかし諌大夫鮑宣による弁護や丞相王嘉の発言、董賢の推薦があり、元寿元年（紀元前2年）に再び御史大夫となり、すぐに前将軍に移った。
何武は王莽から自分を推挙してほしいという願いをはねつけていたが、哀帝が死に董賢が失脚すると、皇太后（王政君）から大司馬にするべき者について大臣に諮問があった。大司徒孔光ら多くの者は王莽を挙げたが、何武と左将軍の公孫禄は相談の上、お互いを推薦した。大司馬となった王莽はこのときの何武らの行動を弾劾させ、何武は罷免された。
元始3年（3年）、呂寛・王宇らの事件が起こると、何武も誣告され、何武は取り調べを受ける前に自殺した。冤罪だと言う者が多かったため、王莽は子の何況に列侯を継ぐのを許し、何武には剌侯と諡した。何況は王莽が簒奪すると位を失った。